# William Slim
William Joseph Slim, I visconte Slim, detto Uncle Bill (Bristol, 6 agosto 1891 – Londra, 14 dicembre 1970), è stato un generale britannico, maresciallo di campo del British Army e governatore generale dell'Australia dal 1953 al 1960, famoso per le sue vittorie nel Teatro del sud-est asiatico durante la seconda guerra mondiale. Viene ritenuto uno dei più dinamici ed innovativi comandanti britannici del conflitto.

## Biografia

### I primi anni
Nato nel sobborgo di Bishopston a Bristol da John e Charlotte Slim (nata Tucker), crebbe e studiò a Birmingham; completati gli studi, lavorò brevemente come insegnante di scuola elementare e, tra il 1910 ed il 1914, come impiegato nella ditta metallurgica Stewarts & Lloyds. Nel 1912, durante i suoi studi presso l'Università di Birmingham, aveva frequentato un corso di formazione per ufficiali della riserva, ed allo scoppio della prima guerra mondiale venne quindi assegnato come sottotenente al reggimento Royal Warwickshire il 22 agosto 1914. Con il suo reggimento prese parte alla campagna dei Dardanelli nell'aprile del 1915, rimanendo gravemente ferito a Gallipoli; rientrò in Inghilterra, dove venne brevemente assegnato al West India Regiment. Nell'ottobre del 1916 fece ritorno al suo reggimento, in quel momento impegnato nella campagna della Mesopotamia; il 4 marzo 1917, dopo essere rimasto ferito una seconda volta, venne promosso al grado di tenente. Per le sue azioni in Mesopotamia venne insignito della Military Cross il 7 febbraio 1918.
Al termine del conflitto venne promosso al grado di capitano ed assegnato al British Indian Army, prestando servizio come aiutante di battaglione del 6º Reggimento Gurkha Rifles; nel 1926 sposò Aileen Robertson, da cui ebbe un figlio e una figlia. Dopo aver studiato al Command and Staff College di Quetta, ottenne il brevetto da maggiore il 1º gennaio 1930, con promozione ufficiale al grado il 19 maggio 1933; servì brevemente al Quartier generale dell'esercito indiano a Delhi, per poi insegnare allo Staff College di Camberley, in Inghilterra, dal 1934 al 1937. Nel 1938 ottenne la promozione al grado di tenente colonnello ed il comando del 2º Battaglione 7º Reggimento Gurkha Rifles, per poi essere promosso a colonnello l'8 giugno 1939, ottenendo il comando della Senior Officers' School di Belgaum, in India.

### La seconda guerra mondiale
Allo scoppio della seconda guerra mondiale, Slim ottenne il comando della 10ª Brigata fanteria indiana, con cui prese parte alla campagna dell'Africa Orientale Italiana; il 21 gennaio 1941 fu nuovamente ferito quando il suo posto di comando venne mitragliato dagli italiani durante l'avanzata su Agordat. Dopo aver servito brevemente al quartier generale del Medio Oriente sotto il generale Archibald Wavell, il 15 maggio 1941 sostituì il generale William Fraser alla guida della 10ª Divisione fanteria indiana, ottenendo anche la promozione a maggior generale. Con la sua divisione partecipò alle fasi finali della guerra anglo-irachena del 1941 ed alla campagna di Siria nel giugno - luglio del 1941; nell'agosto dello stesso anno comandò un contingente composto dalla sua 10ª Divisione indiana e da due brigate corazzate durante l'invasione anglo-sovietica dell'Iran, ottenendo un importante successo sulle truppe iraniane nello scontro del passo di Pai-Tak.

### La campagna di Birmania
Nel marzo del 1942, a Slim venne assegnato il comando del Corpo d'armata birmano. La situazione delle truppe britanniche nel paese, sotto attacco da parte dei giapponesi fin dal gennaio del 1942, era piuttosto critica; gravemente a corto di rifornimenti ed in netta inferiorità numerica, Slim condusse una riuscita ritirata in India, salvando la maggior parte degli effettivi del Corpo. Il 28 ottobre 1942 ricevette il titolo di commendatore dell'Ordine dell'Impero Britannico. Assunse quindi il comando del XV Corpo d'armata, parte della Easter Army del generale Noel Irwin incaricata di difendere la frontiera orientale dell'India dagli attacchi giapponesi; i rapporti tra i due comandanti furono sempre molto difficili, tanto che nel corso della campagna dell'Arakan nel dicembre 1942 - maggio 1943 Irwin prese personalmente il controllo del XV Corpo, scavalcando il comando di Slim. L'operazione si concluse con un disastro per i britannici, e Slim ed Irwin si rinfacciarono reciprocamente la colpa della sconfitta; alla fine Irwin venne destituito e rimpatriato, mentre Slim venne nominato comandante della neo-costituita 14ª Armata, che prese il posto della Easter Army.
Slim svolse un ruolo fondamentale nel trasformare un esercito sconfitto e demoralizzato in una forza di combattimento ben organizzata ed addestrata, sfruttando appieno la sua esperienza passata con i reparti gurkha ed indiani. L'alto comando britannico, che per tutta la durata del conflitto considerò sempre il fronte birmano un teatro del tutto secondario, riteneva impossibile un'offensiva via terra per riconquistare la Birmania dall'India, a causa della quasi totale mancanza di un sistema stradale ben sviluppato, del terreno impervio, e della riconosciuta maggiore abilità dei giapponesi nel combattimento nella giungla; l'unico modo possibile per riconquistare la regione era ricorrere ad una massiccia offensiva anfibia, per la quale non erano disponibili risorse adeguate. Slim, al contrario, ritenne un attacco via terra fattibile: le difficoltà logistiche potevano essere superate facendo un massiccio ricorso ai trasporti per via aerea, e sostituendo i veicoli a motore con dei semplici muli o con dei portatori civili; se fosse stato possibile attraversare la zona montuosa di confine, le pianure della Birmania centrale si sarebbero prestate bene a un'offensiva con mezzi corazzati, in cui gli Alleati erano nettamente superiori sui giapponesi. Per contrastare la tattica giapponese, basata più che altro su tecniche di infiltrazione ed accerchiamento, Slim addestrò le sue truppe a combattere anche da accerchiate, contando unicamente sui rifornimenti aerei e sul massiccio supporto di fuoco dato dai cacciabombardieri Alleati, sfiancando il nemico poco alla volta; inoltre, proseguì nella revisione dell'addestramento della fanteria già avviata dal precedente comandante in capo in India, Claude Auchinleck, insistendo sulla conduzione di pattugliamenti aggressivi onde meglio abituare i reparti anglo-indiani al combattimento nella giungla.
La correttezza delle tattiche adottate da Slim trovò una prima conferma quando a una limitata offensiva britannica nella regione dell'Arakan nel gennaio del 1944 fece seguito una controffensiva giapponese. I giapponesi riuscirono a tagliare le fragili vie di rifornimento britanniche e ad accerchiare la 7ª Divisione indiana, ma questa riuscì a resistere per venti giorni contando unicamente sui rifornimenti portati dagli aerei, infliggendo così al nemico una dura sconfitta; l'offensiva britannica era stata bloccata, ma i giapponesi non furono in grado di annientare le formazioni indiane accerchiate. Nel marzo seguente, le forze giapponesi lanciarono l'Operazione U-Go, un massiccio attacco dalla Birmania verso l'India; le unità avanzate britanniche ricevettero l'ordine di ripiegare, ma la 17ª Divisione indiana venne tagliata fuori ed assediata dai giapponesi nella città di Imphal, mentre un secondo contingente nipponico tentava di tagliare le vie di rifornimento britanniche attaccando Kohima. Slim reagì ordinando alle truppe asserragliate nelle due città di resistere ad oltranza, mentre due esperte divisioni (la 5ª e la 7ª Divisione indiana) vennero aviotrasportate dal fronte dell'Arakan direttamente all'interno della sacca di Imphal; tutti i velivoli da trasporto della RAF e dell'USAAF presenti in zona vennero mobilitati per rifornire le truppe assediate. Slim ed i suoi comandanti di divisione condussero una magistrale battaglia difensiva: i giapponesi non riuscirono né ad annientare le truppe accerchiate, né ad uscire dalla giungla per avanzare nell'entroterra indiano; quando iniziò la stagione del Monsone, le fragili linee di rifornimento giapponesi crollarono, e le truppe nipponiche si ritrovarono prive di viveri e munizioni, per poi essere costrette a ripiegare in disordine in Birmania. La doppia sconfitta nelle battaglie di Imphal e di Kohima costò ai giapponesi la perdita di 60.000 uomini, uno dei maggiori disastri nella storia dell'esercito imperiale nipponico; per il suo successo, Slim venne promosso al grado di tenente generale e nominato cavaliere-commendatore dell'Ordine del Bagno.
La sconfitta aveva gravemente indebolito le truppe giapponesi nella regione, e Slim decise di approfittarne lanciando la lungamente pianificata offensiva verso le pianure centrali birmane (Operazione Capital): facendo quasi unicamente affidamento sui rifornimenti trasportati per via aerea ed a dorso di mulo, le truppe anglo-indiane attraversarono le montagne della zona di confine, per poi dilagare nelle pianure centrali infliggendo alle disperse forze giapponesi una secca sconfitta nella battaglia di Meiktila e Mandalay, nel gennaio - marzo del 1945; questa vittoria decise in pratica la campagna in favore dei britannici: la capitale Rangoon venne conquistata ai primi di maggio con una serie di sbarchi anfibi e lanci di paracadutisti (Operazione Dracula), e diverse migliaia di soldati giapponesi rimasero tagliati fuori nelle regioni occidentali della Birmania.
Conclusa la campagna birmana, Slim venne trasferito dal generale Oliver Leese (comandante delle forze alleate nel sud-est asiatico) al comando della 12ª Armata, formazione in via di costituzione per prendere parte all'imminente Operazione Zipper, la riconquista della Malesia britannica; Slim interpretò il cambio di comando come un affronto, ed espresse l'intenzione di andare in pensione. Il comandante in campo dell'esercito britannico, Alan Brooke, furioso per non essere stato consultato da Leese sul cambio di comando, ordinò al generale di porre rimedio alla faccenda; il 1º luglio 1945 Slim venne scelto per subentrare a Leese al comando delle forze alleate nel sud-est asiatico, ma poco dopo aver assunto la carica la guerra finì.

### Dopo la guerra
Alla fine del 1945 Slim fece ritorno in Inghilterra, dove venne nominato Cavaliere di Gran Croce dell'Ordine dell'Impero britannico, ed assegnato al comando dell'Imperial Defence College; il 7 febbraio 1947 fu fatto aiutante di campo del re. Terminati i suoi due anni di servizio all'Imperial Defence College, Slim scelse di congedarsi dall'esercito l'11 maggio 1948; nonostante fosse stato avvicinato da esponenti indiani e pakistani perché divenisse il comandante in capo dei rispettivi eserciti, Slim scelse di dedicarsi a una professione civile, divenendo vice presidente della British Railway.
Slim venne richiamato in servizio dal Primo Ministro Clement Attlee nel novembre del 1948 con il grado di maresciallo di campo perché divenisse il capo di Stato Maggiore dell'esercito britannico; Slim divenne così il primo ufficiale dell'esercito dell'India britannica ad accedere a tale carica. Slim rimase in carica fino al 1º novembre 1952; durante questo periodo venne insignito della Legion of Merit statunitense, della Gran Croce dell'Ordine del Bagno e dell'Ordine di San Michele e San Giorgio. L'8 maggio 1953 assunse l'incarico di Governatore Generale dell'Australia; sebbene la sua funzione fosse più che altro cerimoniale, la sua si dimostrò una scelta popolare visti i suoi trascorsi con i reparti australiani a Gallipoli ed in Medio Oriente. Non vi furono polemiche durante il suo mandato, ma nel 2007 tre ex residenti delle case per bambini immigrati (di cui Slim fu patrono) avanzarono nei suoi confronti accuse di molestie sessuali a danno di minori; queste accuse vennero fermamente respinte da coloro che avevano servito sotto Slim nonché dal figlio del generale, John Slim.
Alla fine del 1959 Slim si ritirò da qualsiasi incarico, rientrando in Inghilterra; si dedicò alla stesura delle sue memorie, pubblicando diversi libri: Defeat into Victory (1956), Courage and Other Broadcasts (1957), Unofficial History (1959). Il 24 aprile 1959 venne nominato Compagno Cavaliere dell'Ordine della Giarrettiera, ed il 15 luglio 1960 venne creato "Visconte di Slim di Yarralumla nel Territorio della capitale australiana, e di Bishopston nella Città e Contea di Bristol"; dopo un'ulteriore carriera di successo in diversi consigli di amministrazione di importanti società britanniche, venne fatto Conestabile e governatore del castello di Windsor il 18 giugno 1964. Morì a Londra il 14 dicembre 1970 per cause naturali; dopo i solenni funerali militari nella Saint George's Chapel del Castello di Windsor, il suo corpo venne cremato. Una statua in sua memoria venne inaugurata nel 1990 davanti al Ministero della Difesa britannico a Whitehall, mentre il 7 settembre 2008 venne eretto un cenotafio a Bristol in onore di Slim e degli uomini che servirono sotto di lui, alla presenza di esponenti religiosi cattolici, indù, musulmani e sikh.